# Die Aussprache
Die Aussprache (Originaltitel: Women Talking, dt. etwa: „Frauen sprechen“) ist ein US-amerikanischer Spielfilm von Sarah Polley aus dem Jahr 2022. Basierend auf dem gleichnamigen Roman von Miriam Toews (dt. Titel: Die Aussprache) erzählt das Drama von einem geheimen Treffen verschiedener Frauen aus einer abgeschieden lebenden Gemeinschaft, die sexuelle Übergriffe durch männliche Gemeindemitglieder anprangern. Die fiktionale Geschichte basiert auf realen Ereignissen einer mennonitischen Kolonie in Bolivien.
Der Film wurde am 2. September 2022 beim US-amerikanischen Telluride Film Festival uraufgeführt. Der deutsche Kinostart erfolgte am 9. Februar 2023.
Der Film gewann einen Oscar für das beste adaptierte Drehbuch.

## Handlung
Eine Gruppe von Frauen aus einer mennonitischen Gemeinschaft trifft sich auf einem Heuboden. Sie kämpfen darum, ihren Glauben mit jahrelang angehenden brutalen Vergewaltigungen, während sie mit Betäubungsmittel für Kühe durch männliche Gemeindemitglieder betäubt wurden, in Einklang zu bringen. In Abwesenheit der Männer erwägen die erschütterten Frauen drei Möglichkeiten: Entweder nichts zu tun, oder zu bleiben und gegen das Verbrechen anzukämpfen, oder die Kolonie zu verlassen. Einige Frauen befürchten, dass jeder Akt des Widerstandes ihren Eintritt in den Himmel gefährden könnte. Wieder andere sind fest davon überzeugt, ohne Ehemänner und Söhne nicht überleben zu können. Einige Frauen sind jedoch bereit dazu, alle Maßnahmen zu ergreifen, um dem Terror ihres häuslichen Lebens zu entkommen. Sie bestehen darauf, dass „die Wahrheit stärker“ sei als die auferlegten Regeln der Gemeinschaft. Die Geschichte endet in einem „triumphalen, äußerst erfreulichen Abschluss“.

## Hintergrund

### Literarische Vorlage

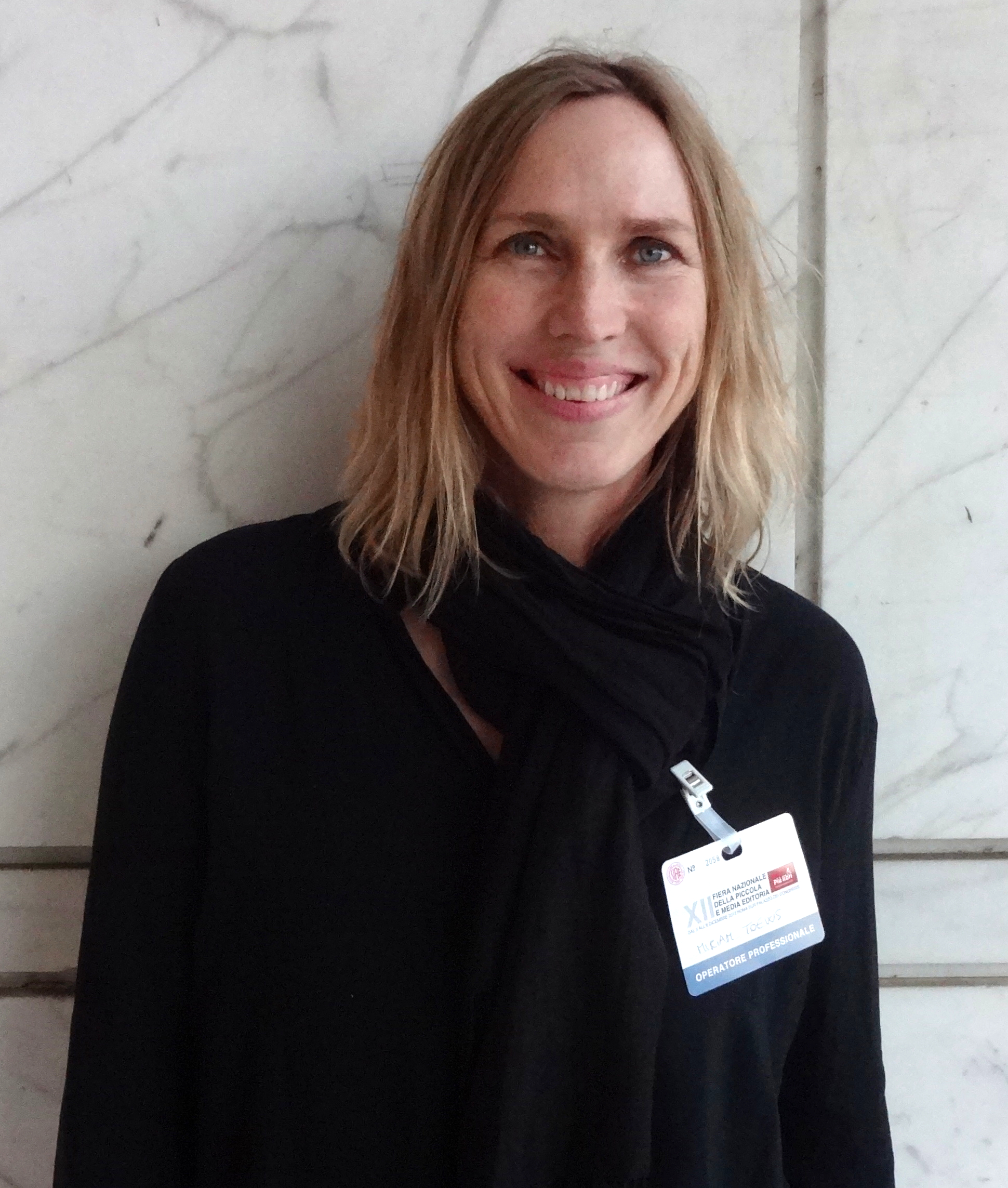
Miriam Toews (2013), Autorin der Romanvorlage

Der Stoff basiert auf dem Roman Women Talking von Miriam Toews aus dem Jahr 2018. Der Bestseller wurde u. a. von der New York Times Book Review, NPR.org, Washington Post und Slate sowie Publishers Weekly als bestes Buch des Jahres gepriesen.

### Filmadaption

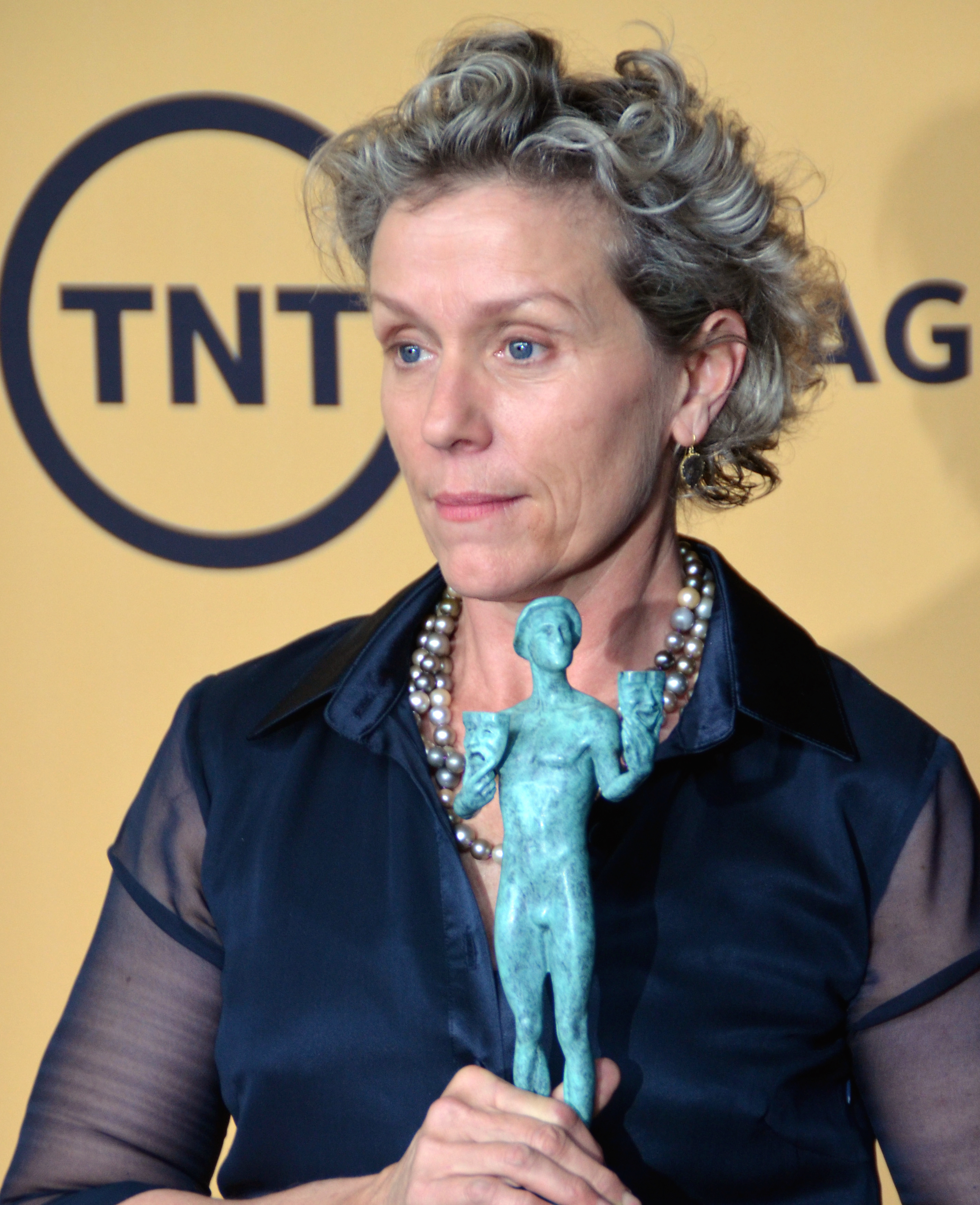
Frances McDormand (2015) produzierte den Film und ist Mitglied des Schauspielensembles

Die Aussprache ist der vierte Langfilm der kanadischen Schauspielerin und Regisseurin Sarah Polley, die auch das Drehbuch verfasste. Für sie ist es die erste Regiearbeit seit dem Dokumentarfilm Stories We Tell (2012). Mitte der 2010er-Jahre war Polley von einem Feuerlöscher am Kopf getroffen worden, der über einer Fundkiste in ihrem örtlichen Gemeindezentrum hing. Die leichte Gehirnerschütterung, die sie dabei erlitt, sorgte für anhaltende Konzentrationsstörungen bei der dreifachen Mutter. Polley war in der Folge gezwungen, das vorherige Filmprojekt Little Women (2019) nach dem gleichnamigen Buch von Louisa May Alcott an ihre Kollegin Greta Gerwig abzugeben.
Im Dezember 2020 wurde bekannt, dass Polley den Film mit Frances McDormand in einer der Hauptrollen vorbereitete. McDormand sicherte sich die Rechte an einer Verfilmung von Toews’ Roman und schlug das Projekt ursprünglich Brad Pitts Filmproduktionsgesellschaft Plan B vor. Später entschied sie sich, den Film auch mit ihrer eigenen Produktionsfirma Hear/Say zu unterstützen. In selbiger Position war McDormand bei Chloé Zhaos preisgekröntem Spielfilm Nomadland (2020) erfolgreich. Pitt trat später bei Die Aussprache als Executive Producer in Erscheinung. Für Polley war es die erste Zusammenarbeit mit Plan B. Zum weiteren Schauspielensemble gehören Rooney Mara, Claire Foy, Jessie Buckley, Judith Ivey, Sheila McCarthy, Michelle McLeod und Ben Whishaw. Ihr Filmdebüt geben die Schauspielerinnen August Winter, Liv McNeil und Kate Hallett. Polley lobte später ihr Schauspielensemble für die erbrachten Leistungen. Das habe sie daran erinnert, in ihrer eigenen Karriere unter dem Stempel der „Kinderdarstellerin“ gelitten und sich als erwachsene Schauspielerin nie wirklich angestrengt zu haben. Seit 2010 pausiert Polley die eigene Schauspielkarriere.
Die Vorproduktion war vom 16. Mai bis 17. Juli 2021, die Dreharbeiten vom 19. Juli bis 10. September 2021 vorgesehen. Gedreht wurde u. a. im kanadischen Toronto. Spätestens ab Oktober 2021 befand sich Polley mit Die Aussprache im Schnittprozess, der eigenen Angaben zufolge noch bis mindestens Februar 2022 andauerte. Die Dreharbeiten zu Die Aussprache im Sommer 2021 habe sie aber ohne Kopfschmerzen vollziehen können, unter denen sie zuvor durch ihren privaten Unfall gelitten hatte. Parallel zum Schnitt veröffentlichte Polley mit Run Towards the Danger einen jahrelang vorbereiteten persönlichen Essayband. Diesen hatte sie während der COVID-19-Pandemie vollendet, als die Arbeit an Die Aussprache unterbrochen werden musste.
Der Film soll in den USA von MGM in die Kinos gebracht werden, Es ist eines der ersten Projekte, das durch einen Second-Look-Deal (Zweitverwertungsrechte) zwischen Plan B und MGM entstand. MGM gehört das an der Produktion von Die Aussprache beteiligte Unternehmen Orion Pictures.

## Rezeption und Veröffentlichung
Noch vor Bekanntgabe eines Kinostarts wurde Die Aussprache von britischen und amerikanischen Branchendiensten zu den möglichen Höhepunkten des Kinojahres 2022 gezählt und als einer der Mitfavoriten für die Oscarverleihung 2023 gehandelt. Auch wurde Polleys Regiearbeit als möglicher Beitrag für die internationalen Filmfestivals von Venedig und Toronto im September 2022 ins Spiel gebracht. Tatsächlich wurde der Film ins Festivalprogramm von Toronto aufgenommen. Auch ersetzte Die Aussprache nachträglich Darren Aronofskys The Whale als Abschlussfilm des ebenfalls im September stattfindenden FIN Atlantic International Film Festivals im kanadischen Halifax. Die Uraufführung fand jedoch am 2. September im Rahmen des Filmfestivals von Telluride statt. Ebenfalls ist eine Präsentation im Oktober 2022 beim New York Film Festival geplant.
Von den bei Rotten Tomatoes nach der Premiere aufgeführten mehr als ein halbes Dutzend Kritiken sind alle positiv („fresh“). Auf der Website Metacritic erhielt Die Aussprache eine Bewertung von 90 Prozent Zuspruch, basierend auf beinahe der gleichen Anzahl ausgewerteter englischsprachiger Kritiken. Dies entspricht einhelligem Beifall („universal acclaim“).
Bei der Deutschen Film- und Medienbewertung erhielt der Film das Prädikat „besonders wertvoll“. Die Jury hob dabei die unaufgeregte Inszenierung und filmische Gestaltung hervor: „Dabei leisten die starken Frauenfiguren Übermenschliches. Durch den Verzicht auf jegliche Form von Effekthascherei rückt die Inszenierung ins emotionale Zentrum der Geschichte.“
Der Kinostart in Kanada war am 16. Dezember 2022.

## Auszeichnungen
Die Aussprache wurde in der Filmpreissaison 2022/23 bisher für mehr als 150 Auszeichnungen nominiert, von denen das Werk über 30 gewinnen konnte. Bei Bekanntgabe der Longlists für die British Academy Film Awards 2023 wurde der Film in vier Kategorien berücksichtigt.
| Filmpreis (Auswahl)                               | Kategorie                    | Resultat  | Preisträger/ Nominierte                         |
| ------------------------------------------------- | ---------------------------- | --------- | ----------------------------------------------- |
| AFI Awards 2022                                   | Film des Jahres              | Gewonnen  | k. A.                                           |
| Boston Society of Film Critics Awards 2022        | Bestes Schauspielensemble    | Gewonnen  |                                                 |
| Chicago Film Critics Association Awards 2022      | Beste Regie                  | Nominiert | Sarah Polley                                    |
| Chicago Film Critics Association Awards 2022      | Bestes adaptiertes Drehbuch  | Gewonnen  | Sarah Polley                                    |
| Critics’ Choice Movie Awards 2023                 | Bester Film                  | Nominiert | k. A.                                           |
| Critics’ Choice Movie Awards 2023                 | Beste Regie                  | Nominiert | Sarah Polley                                    |
| Critics’ Choice Movie Awards 2023                 | Bestes adaptiertes Drehbuch  | Gewonnen  | Sarah Polley                                    |
| Critics’ Choice Movie Awards 2023                 | Beste Nebendarstellerin      | Nominiert | Jessie Buckley                                  |
| Critics’ Choice Movie Awards 2023                 | Beste Filmmusik              | Nominiert | Hildur Guðnadóttir                              |
| Critics’ Choice Movie Awards 2023                 | Beste Schauspielensemble     | Nominiert |                                                 |
| Golden Globe Awards 2023                          | Bestes Drehbuch              | Nominiert | Sarah Polley                                    |
| Golden Globe Awards 2023                          | Beste Filmmusik              | Nominiert | Hildur Guðnadóttir                              |
| Gotham Awards 2022                                | Bestes Drehbuch              | Nominiert | Sarah Polley                                    |
| Gotham Awards 2022                                | Beste Nebenrolle             | Nominiert | Jessie Buckley                                  |
| Gotham Awards 2022                                | Beste Nebenrolle             | Nominiert | Ben Whishaw                                     |
| Hollywood Music In Media Awards 2022              | Beste Filmmusik – Spielfilm  | Nominiert | Hildur Guðnadóttir                              |
| Independent Spirit Awards 2023                    | Bester Film                  | Nominiert | Dede Gardner, Jeremy Kleiner, Frances McDormand |
| Independent Spirit Awards 2023                    | Beste Regie                  | Nominiert | Sarah Polley                                    |
| Independent Spirit Awards 2023                    | Bestes Drehbuch              | Nominiert | Sarah Polley                                    |
| Independent Spirit Awards 2023                    | Robert Altman Award          | Gewonnen  |                                                 |
| London Critics’ Circle Film Awards 2023           | Beste britische Darstellerin | Nominiert | Jessie Buckley                                  |
| Los Angeles Film Critics Association Awards 2022  | Beste Nebendarstellerin      | Nominiert | Jessie Buckley                                  |
| National Board of Review Awards 2022              | Top-Ten-Filme                | Gewonnen  | k. A.                                           |
| National Board of Review Awards 2022              | Bestes Schauspielensemble    | Gewonnen  |                                                 |
| Online Film Critics Society Awards 2023           | Bester Film                  | Nominiert | k. A.                                           |
| Online Film Critics Society Awards 2023           | Bestes adaptiertes Drehbuch  | Nominiert | Sarah Polley                                    |
| Online Film Critics Society Awards 2023           | Beste Filmmusik              | Nominiert | Hildur Guðnadóttir                              |
| Oscarverleihung 2023                              | Bester Film                  | Nominiert | k. A.                                           |
| Oscarverleihung 2023                              | Bestes adaptiertes Drehbuch  | Gewonnen  | Sarah Polley                                    |
| Satellite Awards 2022                             | Bester Film – Drama          | Nominiert | k. A.                                           |
| Satellite Awards 2022                             | Beste Regie                  | Nominiert | Sarah Polley                                    |
| Satellite Awards 2022                             | Bestes adaptiertes Drehbuch  | Nominiert | Sarah Polley                                    |
| Satellite Awards 2022                             | Beste Nebendarstellerin      | Nominiert | Jessie Buckley                                  |
| Satellite Awards 2022                             | Beste Nebendarsteller        | Nominiert | Ben Whishaw                                     |
| Satellite Awards 2022                             | Beste Filmmusik              | Nominiert | Hildur Guðnadóttir                              |
| Screen Actors Guild Awards 2023                   | Bestes Schauspielensemble    | Nominiert | k. A.                                           |
| Southeastern Film Critics Association Awards 2022 | Bestes adaptiertes Drehbuch  | Gewonnen  | Sarah Polley, Miriam Toews                      |
| Sunset Film Circle Awards 2022                    | Bestes adaptiertes Drehbuch  | Gewonnen  | Hildur Guðnadóttir                              |
| Telluride Film Festival 2022                      | Silver Medallion Award       | Gewonnen  | Sarah Polley                                    |
| USC Scripter Awards 2023                          | Beste Filmadaption           | Gewonnen  | Sarah Polley, Miriam Toews                      |
| Writers Guild of America Awards 2023              | Bestes adaptiertes Drehbuch  | Gewonnen  | Sarah Polley                                    |